# Домбровиця (Карконоський повіт)
Домбровиця (пол. Dąbrowica) — село в Польщі, у гміні Мислаковиці Карконоського повіту Нижньосілезького воєводства.
Населення — 507 осіб (2011).
У 1975-1998 роках село належало до Єленьогурського воєводства.

## Демографія
Демографічна структура станом на 31 березня 2011 року:
|          | Загалом | Допрацездатний вік | Працездатний вік | Постпрацездатний вік |
| -------- | ------- | ------------------ | ---------------- | -------------------- |
| Чоловіки | 247     | 55                 | 175              | 17                   |
| Жінки    | 260     | 53                 | 161              | 46                   |
| Разом    | 507     | 108                | 336              | 63                   |

## Галерея

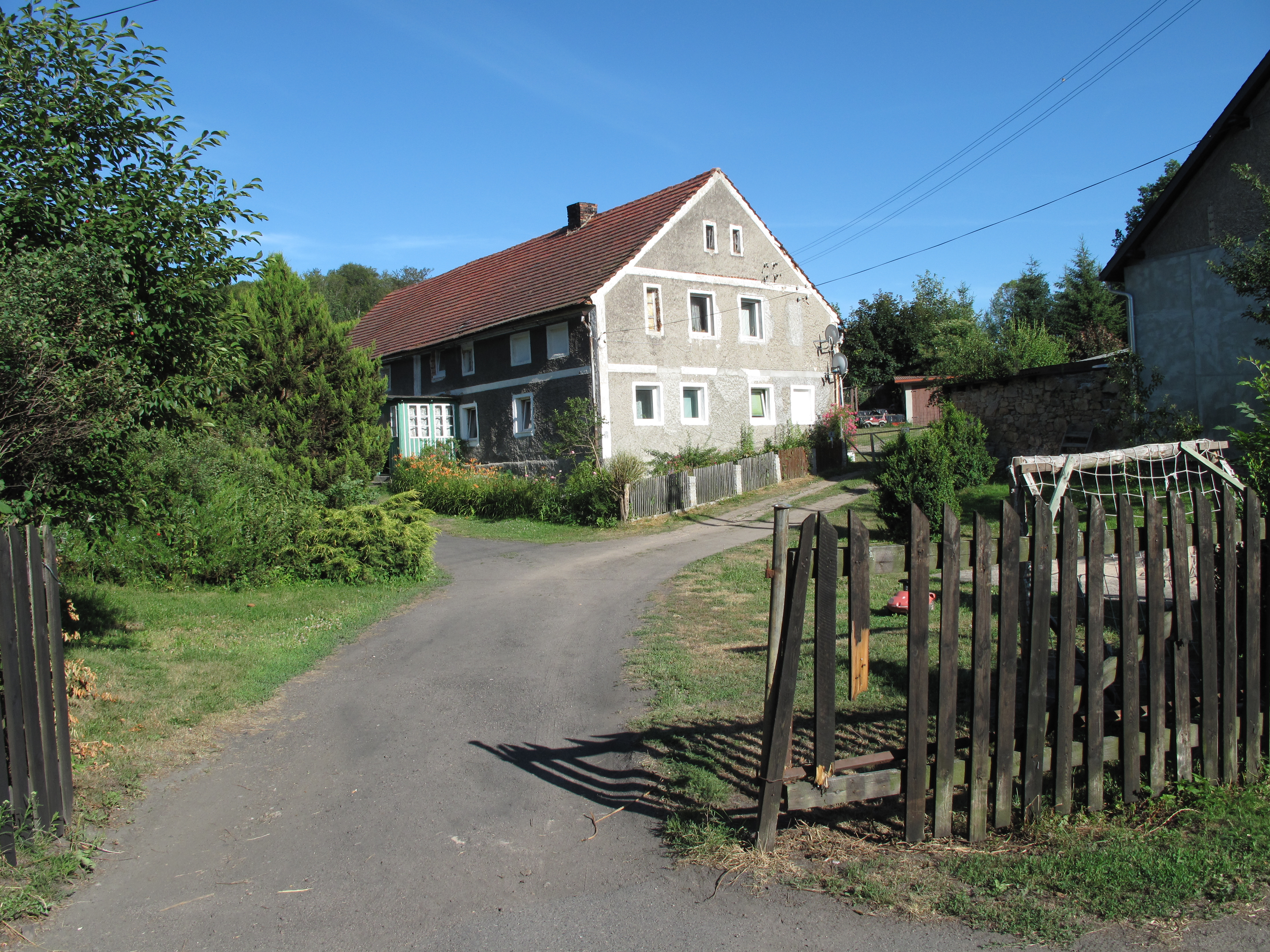
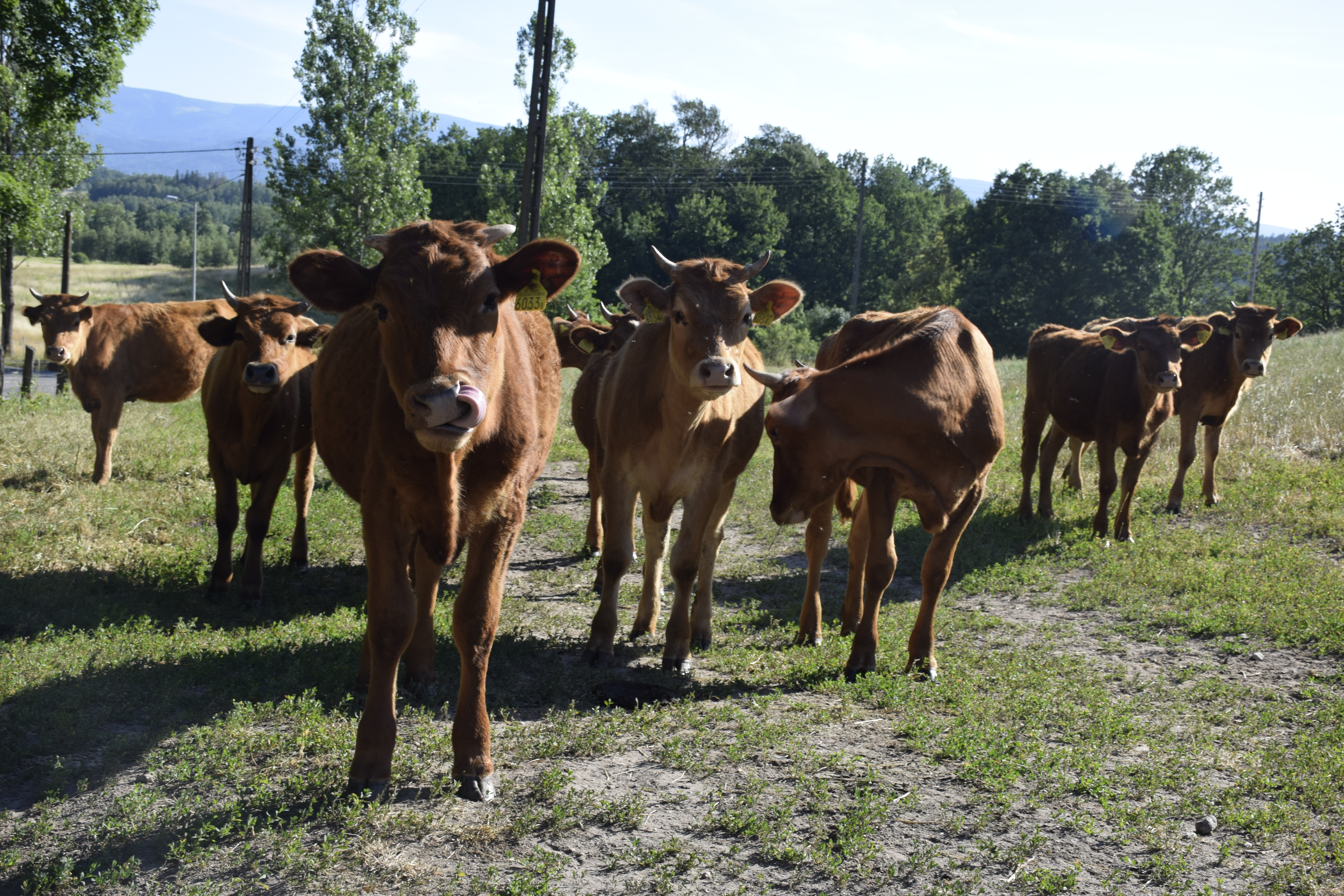
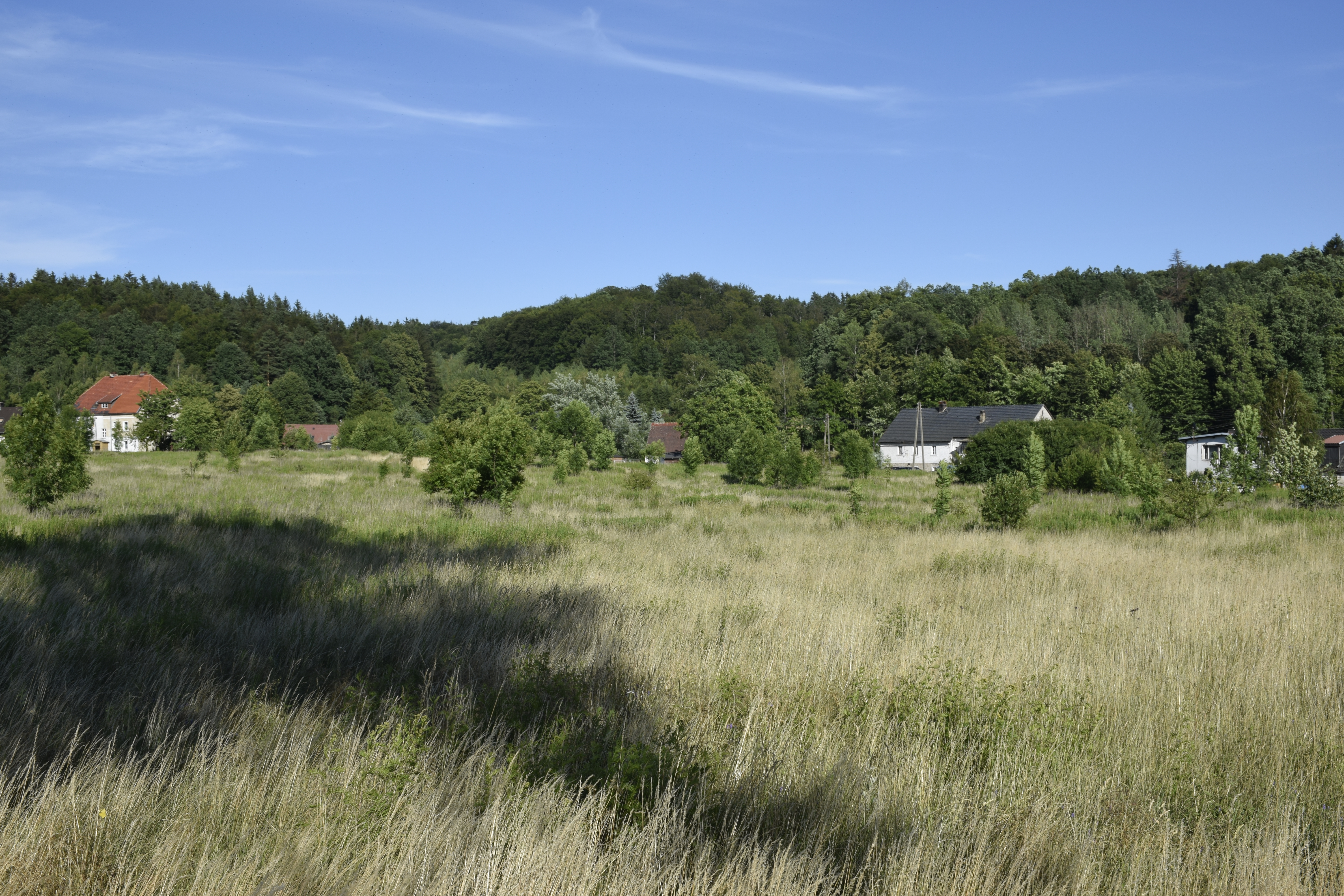